# 2:a säsongen
2:a säsongen är ett studioalbum av Hjalle och Heavy från 1998.

## Låtlista
1. Intro
2. Robbelirobban
3. Folkrace
4. Lasse Kronér
5. Där van't vi nå
6. Konstapel melin
7. Spårhundarnas skräck (Tribute till Hjalle & Heavy)
8. På kundens begäran
9. Micke Reutersvärd
10. Mer o mer o mer
11. Stopp Soff-I-Propp
12. Hjalle och Heavys godnattsång
13. Sanna
14. Lasse Kronér (modern version)